# Éva Tófalvi
Éva Tófalvi (ur. 12 kwietnia 1978 w Miercurei-Ciuc) – rumuńska biathlonistka, reprezentantka kraju na Mistrzostwach Świata, Igrzyskach Olimpijskich oraz w zawodach Pucharu Świata. Jej najlepszym dotychczasowym wynikiem jest zwycięstwo w biegu indywidualnym w Hochfilzen 18 grudnia 2008.
Potrafi rozmawiać po rumuńsku, angielsku oraz węgiersku. Z zawodu jest instruktorem narciarstwa.

## Osiągnięcia

### Zimowe Igrzyska Olimpijskie
| 1998 Nagano (Japonia)                                  | 11. miejsce (IN), 31. miejsce (SP)                                                       |
| 2002 Salt Lake City/Park City (USA)                    | 52. miejsce (IN), 61. miejsce (SP)                                                       |
| 2006 Turyn/Cesana San Sicario (Włochy)                 | 19. miejsce (IN), 70. miejsce (SP), 14. miejsce (RL)                                     |
| 2010 Vancouver/Whistler (Kanada)                       | 11. miejsce (IN), 14. miejsce (SP), 19. miejsce (PU), 24. miejsce (MS), 10. miejsce (RL) |
| 2014 Soczi/Krasnaja Polana (Rosja)                     | 20. miejsce (IN), 23. miejsce (SP), 20. miejsce (PU), 20. miejsce (MS)                   |
| 2018 Pjongczang/Daegwallyeong-myeon (Korea Południowa) | 84. miejsce (IN), 81. miejsce (SP)                                                       |

### Mistrzostwa świata
| 1999 Holmenkollen (Norwegia)       | 12. miejsce (IN)                                                                       |
| 2000 Holmenkollen (Norwegia)       | 37. miejsce (IN), 39. miejsce (SP), 18. miejsce (PU)                                   |
| 2001 Pokljuka (Słowenia)           | 6. miejsce (IN), 35. miejsce (SP), 26. miejsce (PU), 10. miejsce (MS)                  |
| 2003 Chanty-Mansijsk (Rosja)       | 28. miejsce (IN), 60. miejsce (SP), 43. miejsce (PU)                                   |
| 2004 Oberhof (Niemcy)              | 63. miejsce (IN), 37. miejsce (SP), 23. miejsce (PU)                                   |
| 2005 Hochfilzen (Austria)          | 62. miejsce (IN), 30. miejsce (SP), 16. miejsce (PU), 14. miejsce (RL)                 |
| 2007 Anterselva (Włochy)           | 74. miejsce (IN), 32. miejsce (SP), 39. miejsce (PU), 11. miejsce (RL)                 |
| 2008 Östersund (Szwecja)           | 43. miejsce (IN), 39. miejsce (SP), 18. miejsce (PU), 11. miejsce (RL)                 |
| 2009 Pjongczang (Korea Południowa) | 7. miejsce (IN), 20. miejsce (SP), 21. miejsce (PU), 14. miejsce (MS), 8. miejsce (RL) |
| 2011 Chanty Mansyjsk (Rosja)       | 31. miejsce (IN), 15. miejsce (SP), 28. miejsce (PU), 20. miejsce (MS)                 |
| 2012 Ruhpolding (Niemcy)           | 69. miejsce (IN), 83. miejsce (SP)                                                     |

### Puchar Świata

#### Miejsca w klasyfikacji generalnej
| Sezon     | Miejsce           |
| --------- | ----------------- |
| 1997/1998 | 60.               |
| 1998/1999 | 48.               |
| 1999/2000 | 40.               |
| 2000/2001 | 34.               |
| 2001/2002 | 59.               |
| 2002/2003 | 50.               |
| 2003/2004 | 49.               |
| 2004/2005 | 38.               |
| 2005/2006 | 57.               |
| 2006/2007 | 52.               |
| 2007/2008 | 39.               |
| 2008/2009 | 11.               |
| 2009/2010 | 33.               |
| 2010/2011 | 38.               |
| 2011/2012 | 39.               |
| 2012/2013 | 43.               |
| 2013/2014 | 52.               |
| 2014/2015 | 49.               |
| 2015/2016 | 76.               |
| 2016/2017 | niesklasyfikowana |

#### Zwycięstwa w zawodach chronologicznie
| Lp. | Dzień      | Rok  | Miejscowość | Konkurencja                | Pudła   | Czas biegu | Przypisy |
| --- | ---------- | ---- | ----------- | -------------------------- | ------- | ---------- | -------- |
| 1.  | 18 grudnia | 2008 | Hochfilzen  | Bieg indywidualny na 15 km | 0+0+0+0 | 50:20.5    | [ 1 ]    |

#### Miejsca na podium chronologicznie
| Lp. | Dzień      | Rok  | Miejscowość | Konkurencja                | Lokata | Pudła   | Czas biegu | Strata | Zwycięzca |
| --- | ---------- | ---- | ----------- | -------------------------- | ------ | ------- | ---------- | ------ | --------- |
| 1.  | 18 grudnia | 2008 | Hochfilzen  | Bieg indywidualny na 15 km | 1.     | 0+0+0+0 | 50:20.5    | –      | –         |